# Alien Hand Syndrome
Alien Hand Syndrome ist eine Alternative-Rock-Band des österreichischen Künstlers und Multi-Instrumentalisten Clemens Engert, benannt nach der neurologischen Störung Alien-Hand-Syndrom (AHS).

## Geschichte
Alien Hand Syndrome wurde im Herbst 2007 von Clemens Engert als Home-Studio-Solo-Projekt ins Leben gerufen – erste Songs aus dieser Phase finden sich auf der selbstproduzierten 6-Track-EP The Evil and the Lovelorn (2008). Im Jahre 2009 entstand eine weitere, diesmal auf 3 Tracks beschränkte EP unter dem Namen The Evil and the Lovelorn. Im Oktober 2011 veröffentlichte Engert schließlich seine erste LP unter dem Titel The Sincere and the Cryptic –  größtenteils positive Reaktionen in den Musikmedien waren die Folge. Im September 2013 folgte das zweite Alien Hand Syndrome-Album Slumber, welches vom überwiegenden Teil der Kritiker noch positiver bewertet wurde als sein Vorgänger. Im November 2018 erschien die EP Tales of Waking, für die Engert mit dem ehemaligen Muse-Produzenten Paul Reeve zusammenarbeitete. Im Februar 2021 folgte mit The Return of the Great Comfort eine weitere EP.

## Stil und Konzept
Die Bandbreite der Musik reicht von Alternative Rock über Post-Punk und Post-Rock bis hin zu klassischen Klavier-/Cello-Arrangements. Eine dunkle, melancholische Grundstimmung durchzieht alle bisherigen Veröffentlichungen des Projektes. 

## Diskografie

### Alben
- 2011: The Sincere and the Cryptic
- 2013: Slumber

### EPs
- 2008: The Evil and the Lovelorn (6-Tracks)
- 2009: The Evil and the Lovelorn (3-Tracks)
- 2016: At First We Thought It Was a Charming Idea
- 2018: Tales of Waking
- 2021: The Return of the Great Comfort